# Hermann von Eichhorn
Emil Gottfried Hermann von Eichhorn (Breslau, 13 de fevereiro de 1848 — Kiev, 30 de julho de 1918) foi um marechal-de-campo da Prússia.
Ingressou no Exército Prussiano em 1866 e participou das Guerras Austro-Prussiana e Franco-Prussiana. Formado pela Academia de Guerra, juntou-se ao Estado-Maior no ano de 1883. Comandou o 10º Exército Alemão na Primeira Guerra Mundial, o qual devastou todo um corpo russo na Segunda Batalha dos Lagos da Masúria. Tal vitória abriu caminho que as tropas alemãs avançassem pela Lituânia.
Em julho de 1916, comandou o "Grupo de Exército Eichhorn" (composto pelo 8º e 10º Exército); fora promovido a marechal-de-campo em 18 de dezembro do ano seguinte.
Eichhorn tornou-se governador militar da Ucrânia e comandante supremo do Grupo de Exército Kiev assim que os russos recuaram e assinaram o Tratado de Brest-Litovski. Face ao incômodo gerado pela nova administração - que visava enviar recursos ao Império Alemão - Eichhorn acabou assassinado num atentado a bomba orquestrado por um terrorista ligado a um grupo de esquerda.

## Honrarias
- Pour le Mérite com Folhas de Carvalho
  - Pour le Mérite (18 de agosto de 1915)
  - Folhas de Carvalho (28 de setembro de 1915)
- Ordem de São Estanislau de 3ª classe (31 de agosto de 1871)